# Anselmo Ralph
Anselmo Ralph Andrade Cordeiro (Luanda, 12 de março de 1981) é um cantor, compositor e produtor angolano. Em 1995, fez parte do grupo NGB (Nova Geração Bantu) com quem gravou o seu primeiro disco. Em 2006, lançou o seu álbum de estreia, Histórias de Amor, através da produtora Bom Som, propriedade do próprio artista e do seu agente Camilo Travassos. No dia 30 de março de 2014, estreou-se como mentor no The Voice Portugal, na RTP1.
Detentor de um vasto repertório de hits e álbuns de sucesso, Anselmo é um dos cantores mais reconhecidos da lusofonia, sendo um dos artistas com mais colaborações no mercado. É uma das figuras mais admiradas e respeitadas no music hall angolano e português, sendo frequentemente considerado o artista mais popular de Angola e um dos mais bem-sucedidos de toda lusofonia. O cantor também é responsável pela composição de várias músicas de sucesso interpretadas por outros artistas, sendo um dos compositores mais respeitados e bem-sucedidos da sua geração. 

## Biografia
Anselmo Ralph nasceu no dia 12 de março de 1981, em Luanda, capital de Angola. Nos anos 90, mudou-se para Madrid (Espanha), onde viveu alguns anos. Após concluir o ensino médio, Anselmo emigrou para Nova Iorque, para terminar os estudos, sendo graduado em Contabilidade pela Borough of Manhattan Community College.

## Carreira
Durante a sua temporada em Espanha, Anselmo tornou-se um grande admirador do cantor dominicano Juan Luís Guerra, que teve uma grande influência na sua carreira futura como músico.
Em 1995, fez parte do grupo NGB (New Generation Band) com quem gravou o seu primeiro disco.
Em janeiro de 2006, lançou o seu primeiro álbum intitulado Histórias de Amor, produzido por Aires no Beat e pela Produtora Bom Som, propriedade do próprio artista e do seu agente Camilo Travassos. O disco é dominado pelo género de música R&B e teve sucesso imediato. Duas semanas após o lançamento do álbum no mercado angolano e internacional, foi feito o primeiro show, na discoteca Miami Beach, na Ilha de Luanda, com lotação esgotada.
Ainda nesse ano foi nomeado pela cadeia televisiva Channel, da África do Sul, como o “Melhor Cantor de R&B”, e também para os MTV Europe Music Awards 2006 na categoria de "Melhor Artista Africano".
Depois do sucesso do primeiro álbum Histórias de Amor, a Produtora Bom Som lançou o segundo álbum As Últimas Histórias de Amor no dia 14 de Fevereiro de 2007, que rapidamente se tornou num grande sucesso nacional e internacional. Com este segundo trabalho, Anselmo Ralph recebeu o prémio de "Melhor Voz Masculina" e o prémio do "Top Rádio Luanda" como o músico mais votado desse ano.
Em 2008, assinou um contrato de três álbuns com a melhor produtora LS. Produções. Foi também o ano, em que o artista foi fazendo muitos espetáculos em Angola e também no estrangeiro: Portugal, Países Baixos, Inglaterra, Moçambique, África do Sul, São Tomé e Príncipe, Brasil e Namíbia.
Em 2009, novamente no dia 14 de fevereiro, lançou o seu terceiro álbum  O Cupido (Duplo CD e DVD), que vendeu 40 mil cópias ao fim de apenas quatro meses. No mês de Julho, a LS. Produções produziu o primeiro mega show de dois dias no Pavilhão da Cidadela, com lotação esgotada nos dois concertos (cerca de 42 000 pessoas).
Em 2011, lançou um Maxi Single do seu álbum seguinte, A Dor Do Cupido, que em apenas em dois dias vendeu 42 mil cópias. O artista bateu, assim, mais um recorde na sua carreira conseguindo mais de 1 milhão de plays no vídeo do single Não Me Toca", conseguindo ainda que, pela primeira vez, a Coca-Cola associa o seu nome a um artista.
Em 2012, Anselmo Ralph esgotou o Campo Pequeno, em Lisboa num concerto memorável editado nos formatos CD/DVD e digital: Best of Anselmo Ralph – Live. No mesmo ano também filmou com os Zona 5, no Teatro Custom Café - Nirvana Studios, o videoclip "Sou Sortudo".
Em 2013, o artista lançou a  álbum A Dor Do Cupido. No mesmo ano, colaborou com Paulo Gonzo no tema "Ela É", incluído no álbum Duetos.
Em fevereiro de 2014, atuou na festa de aniversário de Cristiano Ronaldo, em Madrid. Em Outubro do mesmo ano, a convite de Nicolau Breyner e do realizador Edgar Pêra, o músico angolano fez uma participação especial na comédia Virados do Avesso. Também três canções do músico foram escolhidas a banda sonora do filme: Não Me Toca, Curtição e Única Mulher.
Entre 2014 e 2025, Anselmo Ralph foi um dos mentores do programa The Voice Portugal, transmitido pela RTP1.
| Ano         | Canal | Programa                  | Papel  | Obs.            |
| ----------- | ----- | ------------------------- | ------ | --------------- |
| 2014        | RTP1  | The Voice Portugal 2      | Mentor | Mentor Vencedor |
| 2014        | RTP1  | The Voice Kids Portugal 1 | Mentor |                 |
| 2015 - 2016 | RTP1  | The Voice Portugal 3      | Mentor |                 |
| 2016        | RTP1  | The Voice Portugal 4      | Mentor |                 |
| 2017        | RTP1  | The Voice Portugal 5      | Mentor |                 |
| 2018        | RTP1  | The Voice Portugal 6      | Mentor |                 |
| 2022        | RTP1  | The Voice Gerações 1      | Mentor | Mentor Vencedor |
| 2023        | RTP1  | The Voice Gerações 2      | Mentor | Mentor Vencedor |
| 2025        | RTP1  | The Voice Gerações 3      | Mentor |                 |

## Vida pessoal
O cantor é casado com Madlice Cordeiro desde 2008, com quem tem três filhos, Alicia, Jadson e Christian.
Anselmo Ralph usa óculos escuros em público devido ao facto de sofrer de miastenia grave.

## Discografia

### Álbuns de estúdio
- Histórias de Amor (2006)
- As Últimas Histórias de Amor (2007)
- O Cupido (2009)
- A Dor do Cupido (2013)
- Amor É Cego (2016)
- Momentos (2020)

### EP
- A Dor do Cupido (2011)
- Viagens (2022)

## Prémios
O cantor esteve nomeado para o prémio de Melhor Artista Africano (no original, Best African Act) dos MTV Europe Music Awards de 2006, tendo ele e o compatriota C4Pedro os únicos angolanos e lusófonos nomeados durante as 15 vezes que aquele prémio anual já foi atribuído. Em 2014, esteve entre os artista pré-nomeados para aquela mesma categoria.
Em 2012, Anselmo foi homenageado com uma estrela no Nirvana Studios - Wall of Fame.
Em junho de 2014, Anselmo Ralph foi nomeado para os MTV Africa Music Awards 2014, tendo conquistado o galardão para Melhor Artista Lusófono.
Em maio de 2017, o seu single "Única Mulher", lançado em 2013, foi premiado com o galardão de Melhor Música de Génerico (como música de genérico da telenovela A Única Mulher, da TVI).